# 安曇野市文書館
安曇野市文書館（あづみのしぶんしょかん）は、長野県安曇野市堀金烏川に所在する公文書館。安曇野市文書館条例に基づいて設置され、安曇野市や前身の町村に関する重要な公文書を保管・公開している。安曇野市役所堀金支所と同じ敷地内にあり、臼井吉見文学館を併設している。

## 建設の経緯
2008年（平成20年）に策定された第一次安曇野市総合計画（基本構想、前期基本計画）の中に、「歴史民俗資料の保存・活用」が位置づけられ、「市立博物館的な施設」の設置が検討された。2009年（平成21年）から安曇野市教育委員会文化課文化財保護係が、市内の公民館や民家などに保存されている古文書の収集と整理を開始し、2011年（平成23年）には「安曇野市文化振興計画」が策定され、「収集保存並びに調査研究、普及啓発活動を行う文書館機能を持った施設」を整備する方針が定められた。
2012年（平成24年）からは安曇野市役所本庁舎の建設に伴い、公文書整理担当部局が設置され、旧町村の非現用文書の整理を市内の公民館に文書整理室を設けて、目録化作業を実施。昭和40年代以前の公文書はすべて保存し、それ以後に作成された文書は当該部課に一時的な整理を委託し、選別を行って整理を行った。2016年（平成28年）から公文書館建設の動きが本格化し、2017年（平成29年）に制定された安曇野市自治基本条例では、市政運営の3つの基本原則の1つである「情報共有の原則」を実現するための施設として位置づけられた。また、同年には文書館業務検討委員会が設置され、具体的な文書館業務について、市民や専門委員の提言がまとめられた。
2018年（平成30年）10月1日に旧堀金公民館を改築して開館し、安曇野市文書館講座を定期的に開催している。開館に合わせて「松沢求策と国会開設運動」の展示企画を実施した。

## 所蔵資料
開館時点で公文書約4万6000点、地域資料約4万2000点。
　

## 利用情報
- 開館時間:午前9時から午後5時
- 開館日:毎週金曜日・土曜日・日曜日および祝日（12月29日から翌年の1月3日までは休館）

## 所在地
〒399-8211 長野県安曇野市堀金烏川2701番地

## アクセス
- JR東日本
  - 大糸線豊科駅から車で7分
  - 篠ノ井線田沢駅から車で10分
- 長野自動車道 安曇野ICから車10分